# General konjaništva
General konjaništva (njem. general der kavallerie, rus. генерал от кавалерии) je vojni čin karakterističan za njemačku i rusku vojsku.
U Njemačkoj je navedeni čin postojao u njemačkoj vojsci za vrijeme Njemačkog carstva (Deutsches Heer), njemačkoj vojsci za vrijeme Weimarske Republike (Reichswehr), te njemačkim oružanim snagama u Trećem Reichu (Wehrmacht). Časnici u pješaštvu imali su ekvivalentni čin generala pješaštva, dok su časnici u topništvu imali ekvivalentni čin generala topništva. Prema hijerarhiji čin ispod generala konjaništva bio je čin general-lajtnanta, dok je neposredno viši čin bio čin general-pukovnika. 
U Rusiji čin generala konjaništva postojao je za vrijeme Ruskog carstva i dodjeljivao se pretežno generalima njemačkog podrijetla. Čin je u rusku vojsku uveo car Pavao 29. studenog 1796. godine. Kao i u njemačkoj vojsci, za pješaštvo i topništvo postojali su ekvivalentni činovi generala pješaštva odnosno generala topništva. U sovjetskoj Rusiji dekretom od 16. studenog 1917. navedeni čin je ukinut. 
Tijekom Drugog svjetskog rata, čin je korišten u Hrvatskom domobranstvu Nezavisne Države Hrvatske.